# Millettia stuhlmannii
Millettia stuhlmannii ist eine Pflanzenart in der Unterfamilie der Schmetterlingsblütler (Faboideae) innerhalb der Familie der Hülsenfrüchtler (Fabaceae). In den Heimatländern werden unter anderem die Trivialnamen Panga Panga, Partridgewood, Jambiré oder Messara verwendet.

## Beschreibung

### Erscheinungsbild und Blatt

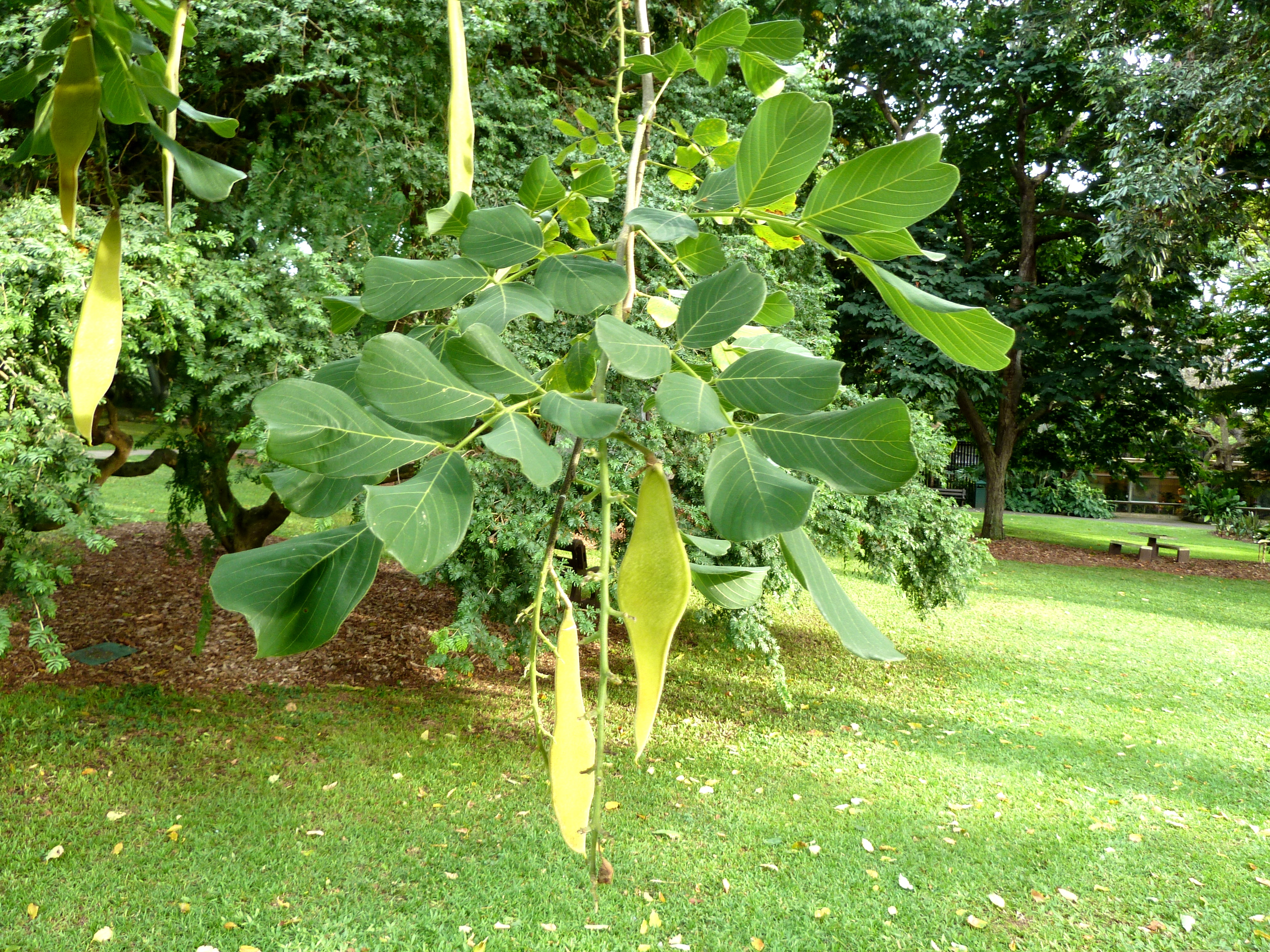
Gefiederte Laubblätter

Millettia stuhlmannii wächst als mittelgroßer Baum, der Wuchshöhen von 20 bis 35 Metern erreicht. Der zylindrische Baumstamm ist gerade bis gebogen mit Stammdurchmessern von 100 bis 150 Zentimetern. Millettia stuhlmannii besitzt eine breite Baumkrone. Die Borke ist glatt und gelblich bis grünlich-grau. Bei jungen Zweigen ist die Rinde fein behaart.
Die wechselständig angeordneten Laubblätter sind in Blattstiel und Blattspreite gegliedert. Der Blattstiel ist bis zu 10 Zentimeter lang. Die Blattrhachis ist bis zu 20 Zentimeter lang. Die unpaarig gefiederte Blattspreite besteht sieben bis neun gegenständigen Fiederblättern auf jeder Seite der Blattrhachis. Die Blattoberseite ist grünlich und die -unterseite bläulich-grün. Die spärlich behaarten Fiederblätter sind bei einer Länge von bis zu 13 Zentimeter und einer Breite von etwa 9 Zentimetern elliptisch bis verkehrt-eiförmig mit abgerundetem und eingekerbtem oberen Ende. Die Nebenblätter sind länglich-spatelförmig und circa 1 Zentimeter lang. Die Laubblätter entfalten sich erst nach der Blütezeit.

### Blütenstand und Blüte
Die Blütezeit findet in der Regenzeit von November bis Januar statt. Der endständige, hängende, rispige Blütenstand ist bis zu 35 Zentimeter lang. Die Blüten stehen über zwei relativ kleinen Deckblättern. Der Blütenstiel ist bis zu 9 Zentimeter lang. Die zwittrigen Blüten sind zygomorph und fünfzählig mit doppelter Blütenhülle. Die fünf 11 bis 13 Zentimeter langen Kelchblätter sind etwa die Hälfte ihrer Länge glockenförmig verwachsen. Die Kronblätter sind lila- bis rosafarben. Die Blütenkrone besitzt die typische Form der Schmetterlingsblüte.

### Frucht und Samen

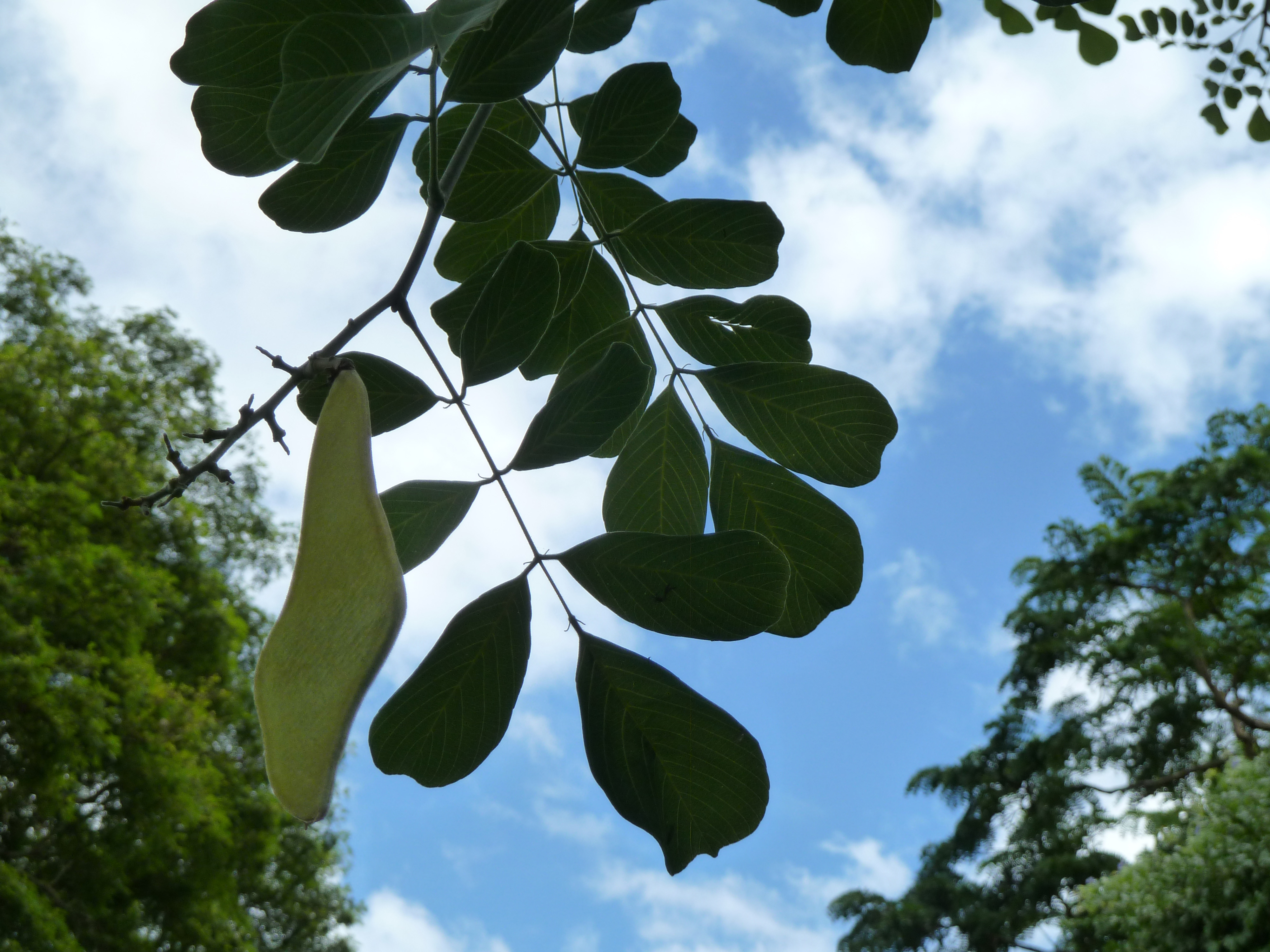
Gefiederte Laubblätter und Hülsenfrucht

Die gelblich-braunen Hülsenfrucht ist bei einer Länge von 25 bis 35 Zentimetern und einer Breite von 3,5 bis 5 Zentimetern verkehrt-lanzettlich und enthält sechs bis acht Samen. Die glatten, dunkelbraunen Samen sind bei einer Länge von 20 bis 23 Millimetern sowie einem Durchmesser von 17 bis 19 Millimetern eiförmig und abgeflacht. An der Basis der Samen ist ein kleiner Arillus vorhanden.

## Ökologie
Es sind Wurzelknöllchen mit stickstofffixierenden Rhizobien, wie bei Hülsenfrüchtlern relativ häufig zu beobachten, beschrieben.

## Vorkommen und Gefährdung
Millettia stuhlmannii kommt häufiger in Tansania, Kenia, Mosambik und den östlichen Teil von Simbabwe vor. Nur eine kleine Population von Millettia stuhlmannii ist in Südafrika in Höhenlagen zwischen 715 und 770 Metern zu finden.
In Südafrika gedeiht Millettia stuhlmannii auf felsigen Hängen in Busch- und Laubwäldern. Millettia stuhlmannii kommt in Höhenlagen von bis zu 900 Metern vor und wächst am besten in Wäldern mit hohem Niederschlag und in Flusswäldern.
Millettia stuhlmannii wird in der Rote Liste der gefährdeten Pflanzenarten Südafrikas 2006 als „Least Concern“ = „nicht gefährdet“ bewertet. Millettia stuhlmannii ist nicht in den CITES-Anhängen gelistet.

## Systematik
Die Erstbeschreibung von Millettia stuhlmannii erfolgte 1895 durch Paul Hermann Wilhelm Taubert in Die Pflanzenwelt Ost-Afrikas und der Nachbargebiete C 1895 Seite 212. Der Gattungsname Millettia ehrt den britischen Kaufmann  und Pflanzensammler Charles Millett (1792–1873) Er war tätig für die englische Ostindien-Kompanie im Teehandel, sammelte Pflanzen in Kanton, Macao, an der Malabarküste und auf Ceylon, sandte vieles davon an seinen Freund William Jackson Hooker.
Das Artepitheton stuhlmannii ehrt den deutschen Wissenschaftler Franz Stuhlmann.

## Verwendung und Bedeutung

### Verwendung
Das Holz ist als Bodenbelag und Möbel einsetzbar. Es ist in der Furnierindustrie beliebt, wo es für dekorativen Möbeln verwendet wird. Es ist auch für Tischlerarbeiten, Verkleidungen, Türen, Treppen, Fensterrahmen, Schnitzereien, Drechselarbeiten und Musikinstrumente geeignet. Es ist geeignet für schweren Schiff- und Bootsbau, Eisenbahnschwellen, Fahrzeugkarosserien, Spielzeug, Präzisionsgeräte, Schachteln und Kisten. Aufgrund des hohen Rohstoffpreises wird es für viele dieser Zwecke allerdings nicht mehr verwendet.

Strukturformel von Robinetin

Das Kernholz ist dicht, schwer und hat dabei eine schokoladenbraune Farbe mit heller und dunklerer Bänderung. Das helle Splintholz lässt sich deutlich vom Kernholz unterscheiden. Der Faserverlauf ist meist gerade, die Holzstruktur allerdings heterogen. Die Art der Maserung zeigt starke Ähnlichkeiten mit der Wenge (Millettia laurentii). Die Eigenschaften des Holzes sind eine hohe Zug- und Schlagfestigkeit sowie eine hohe Biegesteifigkeit und Druckfestigkeit. Es zeigt eine hohe Toleranz gegenüber Verformung und ist sehr abriebfest. Es lässt sich nur schwer Dampfbiegen und generell ist die Bearbeitung schwierig. Es stumpft Werkzeuge schnell ab und lässt sich schwer sägen. Polieren und Drechseln ist allerdings gut möglich. Es empfiehlt sich ein Vorbohren, bevor man schraubt bzw. nagelt. Verleimungen können aufgrund des hohen Harzgehaltes schwierig werden. Das Holz trocknet langsam, aber ohne große Qualitätseinbußen. Das Stehvermögen ist gut. Das Kernholz zeigt weiterhin hohe Resistenz gegenüber Pilz- und Insektenbefall, wobei das Splintholz für Käferarten der Unterfamilie Lyctinae angreifbar ist. Eine Behandlung mit Holzschutzmitteln ist beim Kernholz kaum möglich, beim Splintholz mäßig. Weiterhin enthält das Kernholz Robinetin (C15H10O7), einen Färbungs-Vorläufer für Keratin-basierende Faserstoffe.
In der traditionellen Medizin wird ein Wurzel-Aufguss getrunken, um Magenschmerzen zu behandeln.
Während der Regenzeit gepflanzte Stangen dienen als „lebender Zaun“.

### Wirtschaftliche Bedeutung
Das Holz von Millettia stuhlmannii ist eines der wichtigsten Exporthölzer Mosambiks, wobei genaue Zahlen, aufgrund von unregistriertem Handel, nicht vorhanden sind. Der Hauptimporteur ist die Volksrepublik China, über welche auch Handel in die westliche Welt läuft. Im Jahr 2004 wurden in der Provinz Zambezia Schätzungen zufolge 4000 m³ Holz für ungefähr 700 US-Dollar/m³ gehandelt. Offizielle Zahlen aus Tansania geben einen Handel von 2000 m³ Schnittholz von Juni 2005 bis Januar 2006 an. Dies entspricht 45 % des gehandelten Laubschnittholzes. Die realen Zahlen liegen aufgrund von illegalem Handel vermutlich höher, wobei der Handel von ungeschnittenem Holz in Tansania und Mosambik verboten ist.

## Gesundheitliche Gefahren
Der Sägestaub kann Dermatitis, Asthma und Irritationen des Rachens, der Nase und den Augen hervorrufen.

## Holzanatomie
Die Streifen werden nicht durch Inhaltsstoffe hervorgerufen, sondern durch marginale Parenchymbänder. Es handelt sich um einen Zerstreutporer, wobei die Gefäße meist gruppiert vorliegen. Der Durchmesser liegt bei 100–310 µm. Die Gefäßdurchbrechungen sind einfach. Die Kreuzungsfeldtüpfel sind deutlich behöft und spiralige Gefäßverdickungen sind nicht vorhanden. Die Fasern sind sehr dickwandig. Die Holzstrahlen sind mehrreihig und homogen aufgebaut. Im Tangentialschnitt ist ein deutlicher Stockwerkaufbau sichtbar. Kristalle sind vorhanden.